# Jan Maas (cyclisme, 1996)
Pour les articles homonymes, voir Jan Maas.
Jan Maas, né le 19 février 1996 à Berg-op-Zoom, est un coureur cycliste néerlandais.

## Biographie
En 2015, après être passé chez les espoirs (moins de 23 ans), Jan Maas court pour diverses équipes continentales UCI pendant sept ans jusqu'en 2021. En fin d'année 2018, il est stagiaire pour l'équipe World Tour Lotto NL-Jumbo, mais cela ne débouche pas sur un contrat professionnel. En 2021, il réalise sa meilleure saison chez Leopard Pro Cycling. Il termine notamment quatrième de l'Istrian Spring Trophy, troisième du Tour de la Mirabelle et cinquième du Tour de Haute-Autriche. Ses performances lui permettent de rejoindre l'équipe World Tour australienne BikeExchange-Jayco en 2022,.

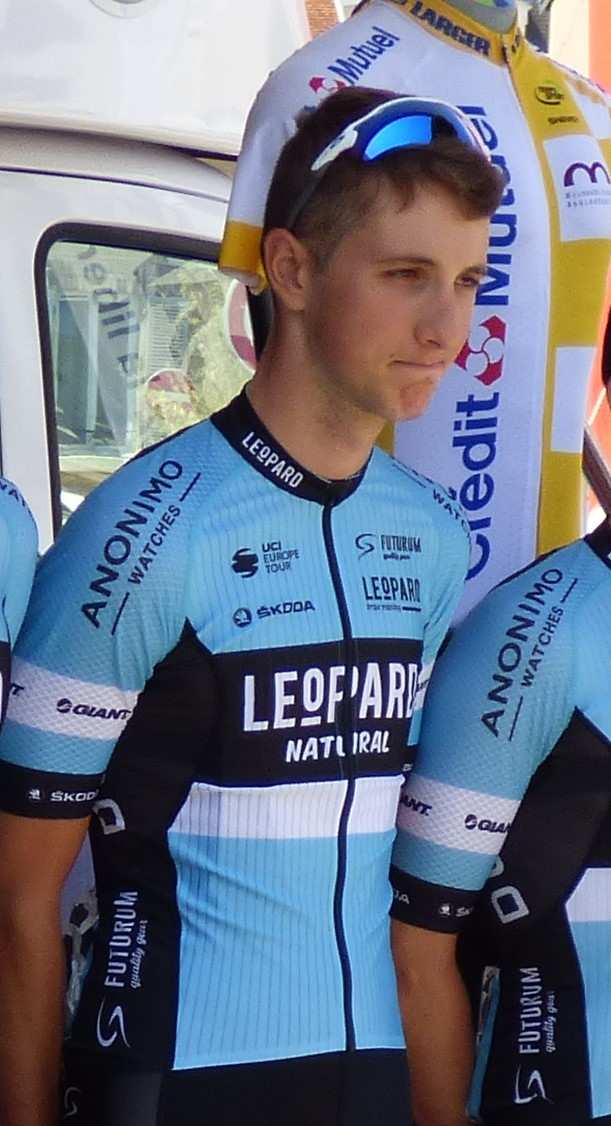
Jan Maas au Tour Alsace 2019

En 2022, avec un rôle d'équipier, son meilleur résultat est une vingtième place sur Paris-Tours. En fin d'année, il participe aux mondiaux avec la sélection néerlandaise. En mars 2023, il est membre de l'échappée matinale pour son premier Milan-San Remo. En août, il participe à son premier grand tour lors du Tour d'Espagne. Il chute lors de la 13e étape dans la descente de l'Aubisque. Il se relève avec deux côtes cassées mais termine néanmoins l'épreuve, très affaibli. Voulant finir la compétition quoiqu'il en coûte, il ne passe des examens médicaux qu'une fois terminé cette Vuelta. Ceux-ci révèlent en outre de ses fractures qu'il était infecté à la fois par la grippe et le coronavirus.
Après deux saisons sans résultats notables, son contrat n'est pas prolongé à l'issue de la saison 2024. Il rejoint l'équipe World Tour Cofidis en 2025.

## Palmarès
- 2014
  - 2ea étape d'Aubel-Thimister-La Gleize (contre-la-montre par équipes)
  - Tour d'Okinawa juniors
  - 2e du Tour des Flandres juniors
- 2016
  - Ronde van Hoogerheide
- 2020
  - Trofeo Ciutat de Manacor
- 2021
  - 3e du Tour de la Mirabelle

## Résultats sur les grands tours

### Tour d'Italie
1 participation
- 2025 : 139e

### Tour d'Espagne
1 participation
- 2023 : 137e

## Classements mondiaux
| Année                                 | 2015 | 2016  | 2017  | 2018  | 2019  | 2020 | 2021 | 2022  | 2023  | 2024  |
| ------------------------------------- | ---- | ----- | ----- | ----- | ----- | ---- | ---- | ----- | ----- | ----- |
| Classement mondial                    |      | 2351e | 1962e | 1901e | 1829e | 721e | 469e | 1279e | 1564e | 1506e |
| UCI Europe Tour                       | 861e | 1572e | 1249e | 1401e | 1204e | 577e | 381e | 887e  | nc    | nc    |
| UCI America Tour                      | nc   | nc    | nc    | 345e  |       |      |      |       |       |       |
|                                       |      |       |       |       |       |      |      |       |       |       |
| Légende : nc = non classéSource : UCI |      |       |       |       |       |      |      |       |       |       |